# Antre des Fades
L'Antre des Fades est un dolmen situé à Mourioux-Vieilleville dans le département de la Creuse.

## Historique
En 1854, il existait encore deux dolmens décrits brièvement par Pierre de Cessac et selon une tradition, il aurait existé un troisième dolmen. Vers 1840, la table de couverture du deuxième dolmen fut renversée au sol par des ouvriers forestiers. En 1973, C. Gautran-Moser a opéré un tamisage de éboulis. En 1976, l'édifice a fait l'objet d'une fouille systématique menée par R. Crédot et M. Dominique.

## Description
Les deux dolmens étaient du même type. Le dolmen restant est un dolmen simple constitué de trois supports, dont une dalle de chevet et d'une table de couverture (2,11 m de longueur pour une épaisseur moyenne de 0,72 m). Toutes les dalles sont en granulite. La chambre, de petite taille, mesure 1,30 m de longueur sur 0,72 m de largeur pour 1,20 m de hauteur. Elle est orientée nord-ouest/sud-est. Le dolmen est enserré dans un tumulus semi-circulaire de 3,2 m de diamètre et 0,60 m d'épaisseur d'où il n'émerge que de 0,20 à 0,40 m.

## Mobilier archéologique
La chambre ayant été pillée à de multiples reprises, le mobilier recueilli lors de la fouille de 1976 est très limité. Les tessons de céramique retrouvés correspondent à six types de vase. Ils pourraient dater de l'âge du fer ou de la période gallo-romaine. Les ossements retrouvés se limitent à deux fragments non identifiés. Quatre éclats de silex et trois fragments de poignard composent le mobilier lithique.